# Rehlingen-Siersburg
Rehlingen-Siersburg és un municipi del districte de Saarlouis a l'estat federat alemany de Saarland. Està situat tocant el riu Saar, aproximadament a 8 km al nord-oest de Saarlouis i a 30 km al nord-oest de Saarbrücken.

## Nuclis
- Biringen
- Eimersdorf
- Fremersdorf
- Fürweiler
- Gerlfangen
- Hemmersdorf
- Niedaltdorf
- Oberesch
- Rehlingen
- Siersburg